# Подесіння
Подесі́ння — історико-географічна область, заселена українцями, що лежить у сточищі річки Десни, від якої дістала назву.
Охоплює частину території України й Росії та частково збігається з територією історичного регіону Сіверщина.

## Поділ
З Подесення виділяють південно-східну частину сточища Десни — край Посем'я, що обіймає сточище Сейму, лівої притоки Десни. Подесіння також часткого містить у собі на північному заході український козацький край — Стародубщину.
Розрізняють:
- Горішнє Подесіння — сточище Десни вище Брянська,
- Середнє Подесіння — сточище Десни від Брянська до Чернігова,
- Нижнє Подесіння — сточище Десни нижче Чернігова.

Горішнє Подесіння відноситься до білоруської етнічної території. Середнє та Нижнє Подесіння — до української етнічної території.

## Історія
У давнину Подесіння населяли племена Вілендорф-Костенківської (38-25 тисяч років тому), Мізинської (25-15 тисяч років тому), Деснянської (13000-8000 років до н. е.), Пісочнорівської (8000-5000 років до н. е.), Дніпро-Донецької (6500-4200 роки до н. е., Ямково-гребінцевої керамки (4200-2000 років до н. е.), Середньоніпровської (2000—1450 роки до н. е.), Мар'янівської (1800—1100 роки до н. е.), Сосницької (1450—900 роки до н. е.), Юхнівської (600—200 роки до н. е.), Зарубинецької (200 рік до н. е. — 200 рік н. е.), Київської (200—475 роки), Колочинської (475—700 роки), Волинцівської (700—900 роки) культур й згодом руське плем'я сіверяни.

## Центри Подесіння
Головні міста Подесіння: Чернігів й Брянськ.
Важливі етнічно-історичні центри: Новгород-Сіверський й Стародуб.